# Коњушевац
Коњушевац (алб. Kunushec) је насељено место у општини Подујево, Косово и Метохија, Република Србија.

## Демографија
| Демографија | Демографија | Демографија |
| Година      | Становника  | Становника  |
| ----------- | ----------- | ----------- |
| 1948.       | 433         |             |
| 1953.       | 468         |             |
| 1961.       | 355         |             |
| 1971.       | 419         |             |
| 1981.       | 570         |             |
| 1991.       | 703         |             |